# FZD9
Frizzled-9 (CD349) — мембранный белок из семейства рецепторов, сопряжённых с G-белком. Продукт гена человека FZD9.Относится к группе рецепторов Frizzled.

## Функции
Мембранный белок FZD9 относится к семейству Frizzled суперсемейства рецепторов, сопряжённых с G-белком. Белки Frizzled являются рецепторами белков сигнального пути Wnt и связаны с каноническим сигнальным путём бета-катенина. FZD9 является рецептором для WNT2 и связан с каноническим бета-катениновым сигнальным путём, который приводит к активации группы белков Dishevelled (Dsh), ингибированию киназы GSK-3, накоплению бета-катенина в ядре и активации Wnt-зависимых генов. Играет роль в формировании нервно-мышечного синапса путём отрицательной регуляции кластеризации ацетилхолиновых рецепторов, опосредованной каноническим бета-катениновым сигнальным путём. Контролирует формирование костей, опосредованный ISG15. участвует в положительной регуляции костной регенерации.

## Тканевая специфичность
Экспрессирован главным образом в мозге, яичках, глазах, скелетных мышцах и почках.

## Патология
При делеции гена у гетерозигот развивается синдром Вильямса.